# Hemley Boum
Pour les articles homonymes, voir Boum.
Hemley Boum, née en 1973 à Douala au Cameroun, est une ⁣⁣romancière⁣⁣ camerounaise d'expression française.

## Biographie
Née en 1973, Hemley Boum grandit à Douala. Elle obtient une Maîtrise en Sciences sociales option Anthropologie à l’Université catholique d’Afrique Centrale (UCAC), à Yaoundé. Elle suit un troisième cycle de Commerce extérieur à l’Université catholique de Lille, puis passe un DESS Marketing et qualité à l’École supérieure de Lille en France. De retour à Douala, elle y travaille pendant sept ans pour une entreprise internationale.
En 2010 paraît son premier ouvrage, Le Clan des femmes,, qui traite de la polygamie dans un village africain du début du XXᵉ siècle. après lequel suivront trois autres entre 2012 et 2019.
Elle publie Les Maquisards en 2015 aux éditions La Cheminante, un roman qui décrit une saga familiale sous fond de lutte pour la libération du Cameroun en pays Bassa. Elle reçoit le Grand Prix littéraire d'Afrique noire en 2015 et le Prix Les Afriques en 2016.
Elle reçoit plusieurs distinctions parmi lesquelles le prix Ahmadou-Kourouma en 2020 avec son quatrième roman, Les jours viennent et passent. En 2024, son cinquième roman Le Rêve du pêcheur remporte le premier prix littéraire des Sciences Po décerné par l'association Sciences Po Alumni. En 2025, grâce à ce même roman, l'Association des Écrivains de Langue Française (Adelf)  lui décerne le Grand prix Afrique. Lors de la 23e cérémonie de remise du Prix des 5 continents de la Francophonie le 20 mars 2025, une fois de plus, grâce à son œuvre Le Rêve du pêcheur, elle est couronnée par le jury.  
Avec plusieurs auteurs africains et noirs, elle participe à la conception de l'édition n °4 de la revue IntranQu'îlité publié en 2016 sous la direction de James Noël et à l'œuvre Volcaniques : une anthologie du plaisir en 2015.

## Œuvres

### Romans
- Le Clan des femmes (Paris : L'Harmattan, 2010), coll. « Écrire l'Afrique »  (ISBN 9782296128477)
- Si d'aimer (Ciboure : La Cheminante, 2012)  (ISBN 9782917598696)
- Les Maquisards (Ciboure : La Cheminante, 2015)  (ISBN 9782371270220)
- Les Jours viennent et passent (Paris : Gallimard, 2019), coll. « Blanche »  (ISBN 9782072849152)
- Le Rêve du pêcheur (Paris : Gallimard, 2024), coll. « Blanche »  (ISBN 9782073032423)[15]

### Nouvelles
- "Le Dealer", dans Volcaniques, une anthologie du plaisir, sous la direction de Léonora Miano (Montréal : Mémoire d'encrier, 2015)

### Traductions
- Les Maquisards
  - Allemand : Gesang für die Verlorenen (Wuppertal : Peter Hammer, 2018)  (ISBN 9783779505969)
- Les Jours viennent et passent
  - Néerlandais : De dagen komen en gaan (Amsterdam : Uitgeverij Orlando, 2020)  (ISBN 9789493081741)
  - Allemand : Die Tage kommen und gehen (Wuppertal : Peter Hammer, 2021)  (ISBN 9783779506690)
  - Anglais : Days Come and Go (San Francisco : Two Lines Press, 2022)  (ISBN 9781949641356)
- Le Rêve du pêcheur
  - Allemand : Wind, der uns heimträgt (Wuppertal : Peter Hammer, 2025)  (ISBN 9783779507888)
  - Italien : Il sogno del Pescatore (Rome : Edizioni E/O, 2025)  (ISBN 9788833579238)

### Revue
IntranQu'îlité (2016)

## Distinctions
- 2013 : Prix Ivoire pour Si d'aimer…[17]
- 2015 : Grand prix littéraire d'Afrique noire pour Les Maquisards [18]
- 2016 : Prix du livre engagé [19]
- 2016 : Prix spécial du jury au Prix Éthiophile
- 2016 : Prix Les Afriques pour Les Maquisards[20]
- 2020 : Prix Ahmadou-Kourouma Pour Les jours viennent et passent[9]
- 2024 : Prix de L'Algue d'or pour Le Rêve du pécheur[21]
- 2024 : Prix littéraire des Sciences Po pour Le Rêve du pécheur[22]
- 2025 : Grand prix Afrique pour Le Rêve du pêcheur[23]
- 2025 : Prix des 5 continents de la Francophonie pour Le Rêve du pêcheur[24]
- 2025: Prix Folio des lycéens pour Les jours viennent et passent

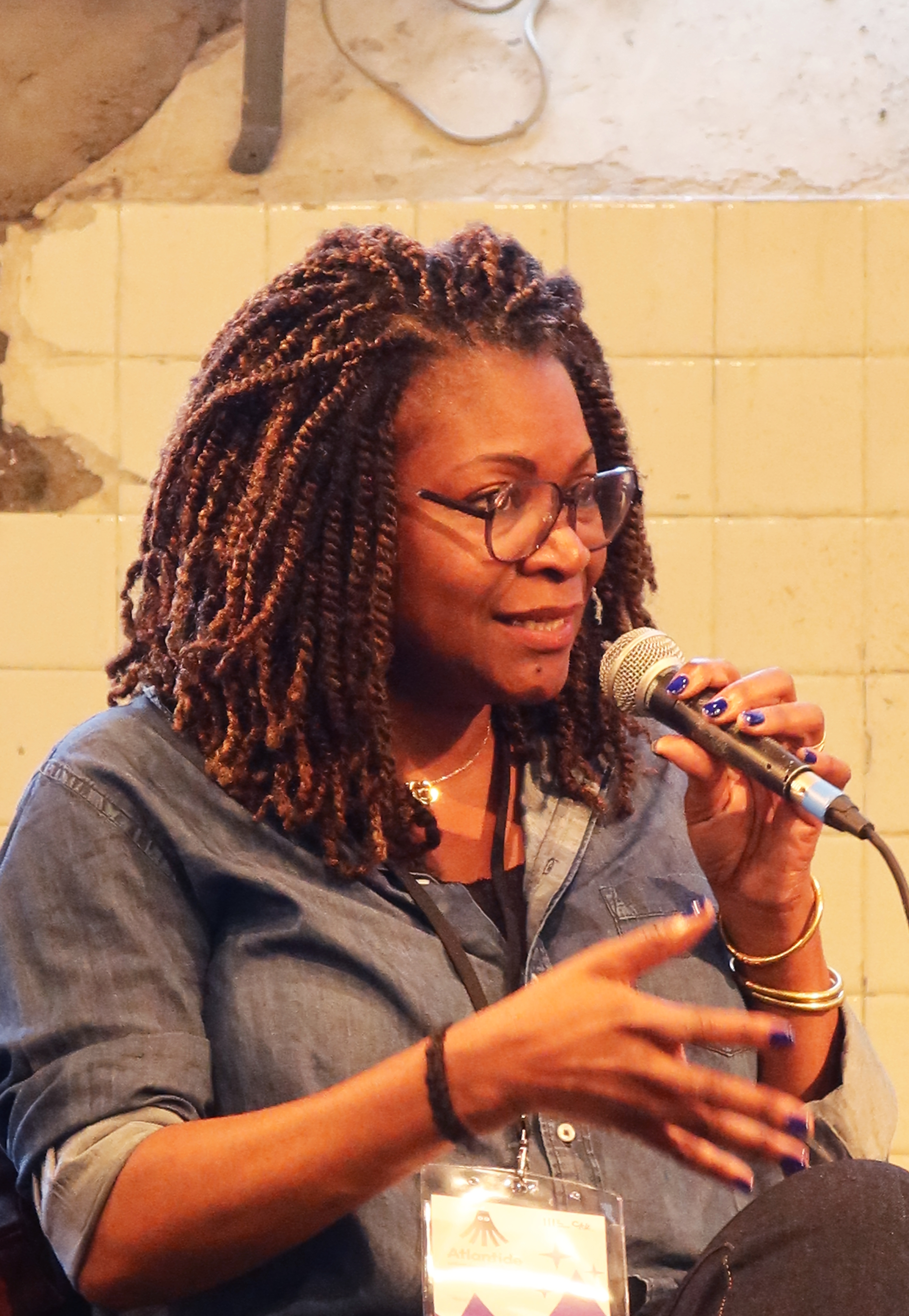
Hemley Boum au Festival Atlantide 2025 à Nantes